# Entuziasty Glacier
Entuziasty Glacier är en glaciär i Antarktis. Den ligger i Östantarktis. Norge gör anspråk på området. Entuziasty Glacier ligger 97 meter över havet.
Terrängen runt Entuziasty Glacier är huvudsakligen platt. Entuziasty Glacier ligger nere i en dal. Trakten är obefolkad. Det finns inga samhällen i närheten.